# Crossarchus
Crossarchus es un género de mamíferos carnívoros de la familia Herpestidae. Incluye cuatro especies propias del centro y el occidente de África conocidas como cusimanses.

## Especies
Se reconocen las siguientes:
- Crossarchus alexandri
- Crossarchus ansorgei
- Crossarchus obscurus
- Crossarchus platycephalus